# A.V.
Pour plus de détails, voir Fiche technique et Distribution.
A.V. (青春夢工場, Qing chun meng gong chang) est un film hongkongais réalisé par Edmond Pang, sorti en 2005.

## Synopsis
Pour combler leurs désirs de se rapprocher des actrices porno japonaises, quatre étudiants de l'université décide de demander des subventions du gouvernement pour réaliser leur propre film pour adultes. Leur projet attire de nombreux jeunes qui se battent pour être l'acteur du film. Alors qu'ils sont de plus en plus excités à propos de ce projet, ils reconnaissent que deux d'entre eux sont tombés amoureux des actrices…

## Fiche technique
- Titre : A.V.
- Titre original : 青春夢工場 (Qing chun meng gong chang)
- Réalisation : Edmond Pang
- Scénario : Hiroshi Fukazawa, Wenders Li, Edmond Pang et Sam Chak-foon
- Production : Catherine Hun et Patrick Tong
- Musique : Wong Ai Lun et Janet Yung Wai Ying
- Photographie : Lam Chi Kin
- Montage : Li Tung Chuen
- Pays d'origine :  Hong Kong
- Format : Couleurs - 1,85:1 - DTS - 35 mm
- Genre : Comédie dramatique
- Durée : 104 minutes
- Date de sortie : Hong Kong : 19 mars 2005

## Distribution
- Wong You-nam
- Lawrence Chou
- Derek Tsang
- Chui Tien-you
- Yan Ng
- Monie Tung
- Yoyo Chan
- Christy Cheung
- Jim Chim
- Eric Kot
- Chin Ka-lok
- Cheung Tat-Ming
- Bonnie Wong
- Chung King-fai
- Kanon Manami